# Le Prix de la vérité : L'Histoire vraie de Graham Staines
Pour les articles homonymes, voir Le Prix de la vérité.
Pour plus de détails, voir Fiche technique et Distribution.
Le Prix de la vérité : L'Histoire vraie de Graham Staines (The Least of These: The Graham Staines Story) est un film dramatique américano-indien d'Aneesh Daniel sorti en 2019.

## Synopsis
À la fin des années 1990, dans l’état d’Orissa, Manav, un journaliste indien, est chargé d'enquêter sur Graham Staines, un missionnaire australien soupçonné d’acheter la conversion des pauvres au christianisme. Manav accepte d’investiguer sur cet homme avec la promesse d'obtenir un poste important en retour. Mais il découvre une série de révélations qui vont ébranler ses préjugés. Il se retrouve face à un choix crucial : favoriser son ambition professionnelle ou faire éclater la vérité.
D'après l'histoire vraie de Graham Staines, qui soignait les lépreux en Inde depuis plus de 30 ans. Le 23 janvier 1999, il est brûlé vif avec deux de ses enfants par des fondamentalistes hindous.

## Fiche technique
Sauf indication contraire, les informations mentionnées dans cette section peuvent être confirmées par les bases de données cinématographiques IMDb et Allociné,  présentes dans la section « Liens externes ».
- Titre original : The Least of These: The Graham Staines Story
- Titre français : Le Prix de la vérité : L'Histoire vraie de Graham Staines
- Réalisation : Aneesh Daniel
- Scénario : Andrew Matthews et Aneesh Daniel
- Musique : Bruce Retief
- Photographie : Jayakrishna Gummadi
- Montage : Steve H. Bernard
- Production : Steven H. Bernard et Aneesh Daniel
- Sociétés de production : Skypass Entertainment
- Sociétés de distribution : Saje Distribution
- Pays de production :  États-Unis et  Inde
- Langue originale : anglais
- Format : couleur — 2,35:1
- Genre : Drame biographique
- Durée : 130 minutes
- Dates de sortie :
  - États-Unis : 1er février 2019
  - Inde : 29 mars 2019
  - France : 10 mai 2023

## Distribution
Sauf indication contraire ou complémentaire, les informations mentionnées dans cette section proviennent du générique de fin de l'œuvre audiovisuelle présentée ici.
- Stephen Baldwin : Graham Staines
- Sharman Joshi : Manav Banerjee
- Shari Rigby : Gladys Staines
- Prakash Belawadi : Kedar Mishra
- Aditi Chengappa : Shanti Banerjee
- Manoj Mishra : Mahendra